# لوك فورد (لاعب اتحاد الرغبي)
لوك فورد (بالإنجليزية: Luke Ford)‏ هو لاعب اتحاد الرغبي بريطاني، ولد في 8 مارس 1988 في ويلز في المملكة المتحدة.